# 2162 Anhui
2162 Anhui è un asteroide della fascia principale. Scoperto nel 1966, presenta un'orbita caratterizzata da un semiasse maggiore pari a 2,2281148 UA e da un'eccentricità di 0,1232397, inclinata di 3,04750° rispetto all'eclittica.
L'asteroide è dedicato alla provincia di Anhui, nella Cina orientale.